# Jacobus Johannes Bucksath

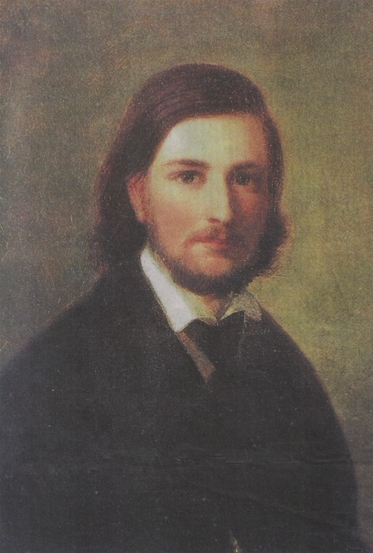
Selbstporträt, Öl auf Leinwand 37 × 29,5 cm, Historisches Museum Bremerhaven

Jacobus Johannes Bucksath (* 19. Juli 1829 in Bremerhaven; † 19. Mai 1890 in Bremen) war ein deutscher Maler.

## Leben
Bucksath wurde im 1827 gegründeten Bremerhaven als ältestes von fünf Kindern des Polizeidragoners und späteren Gastwirts Peter Henrich Bucksath († 1843) und dessen Ehefrau Christine Friederike Bensemann geboren. Sein Pate war der Hafenbaudirektor Jacobus Johannes van Ronzelen. „Es gehört zu den unausrottbaren Legenden, daß B. das erste in Bremerhaven geborene Kind gewesen sei.“ Nach der Schulzeit in Bremerhaven ging er 1845 nach München als Hospitant der dortigen technischen Hochschule und wechselte 1850 in ein Kunststudium an der Akademie der Bildenden Künste in München, das er 1852 mit Erfolg abschloss. Die Akademie bescheinigte dem Bremer Senat in einem Schreiben vom 29. März 1851, dass Bucksath zu den besten Schülern dort gehöre, was darauf schließen lässt, dass Bucksath ein Stipendium des Senats bekam.

## Werk
Bucksaths Schaffen umfasst Tier- und Genrebilder, Ölbilder und Fresken.
Dokumentiert sind seine Mitarbeit an den Fresken im Pompejanum in Aschaffenburg sowie in der königlichen Villa Ludwig I. in Berchtesgaden. 1854 erfolgte der Umzug nach Bremen, wo er noch im gleichen Jahr das Bürgerrecht erwarb und sich als Maler betätigte.
Er eröffnete ein Geschäft für Kunst-Dekorationsmalerei. Bucksath war beteiligt an dekorativen Arbeiten in der Bremer Börse und im Bremer Rathaus, die bis heute sichtbar sind. In Bremerhaven zeichnete Bucksath 1866/67 zusammen mit dem Maler Röpke verantwortlich für Entwurf und Ausführung von Wand- und Deckenfreskenmalerei im neu erbauten Stadttheater mit 2000 Plätzen am Ufer der Geeste.
In Bremerhaven ließ er 1869/70 ein dreistöckiges Doppelhaus erbauen mit einer Statue des Bürgermeisters Johann Smidt, die er der Stadt übereignete und die später ihren Standort in der Großen Kirche hatte und dort 1944 zerstört wurde.
Bilder von Bucksath werden als Auftragsarbeiten oder Ankäufe in Münchener Privathaushalten vermutet. Im Familienbesitz befindet sich ein Tier- und Landschaftsbild aus dem Jahre 1852. Ein Selbstporträt hing bis 1944 im Sitzungssaal des alten Stadthauses in Bremerhaven und befindet sich heute im Historischen Museum in Bremerhaven.

## Privates
Er war verheiratet mit Maria Anna Augusta Winkler; Bucksath starb in Bremen und wurde auf dem Riensberger Friedhof beigesetzt.
Das Paar hatte sieben Söhne, von denen zwei bekannt wurden: Max Bucksath (1865–1935), geboren in Bremen, galt als großer Wagnerinterpret. Der Sohn Johann Jacobus Bucksath (1855–1929) war Kaufmann, Kommerzienrat und langjähriger Handelsrichter in München.